# Sannäsfjordens alskogar och betesmarker

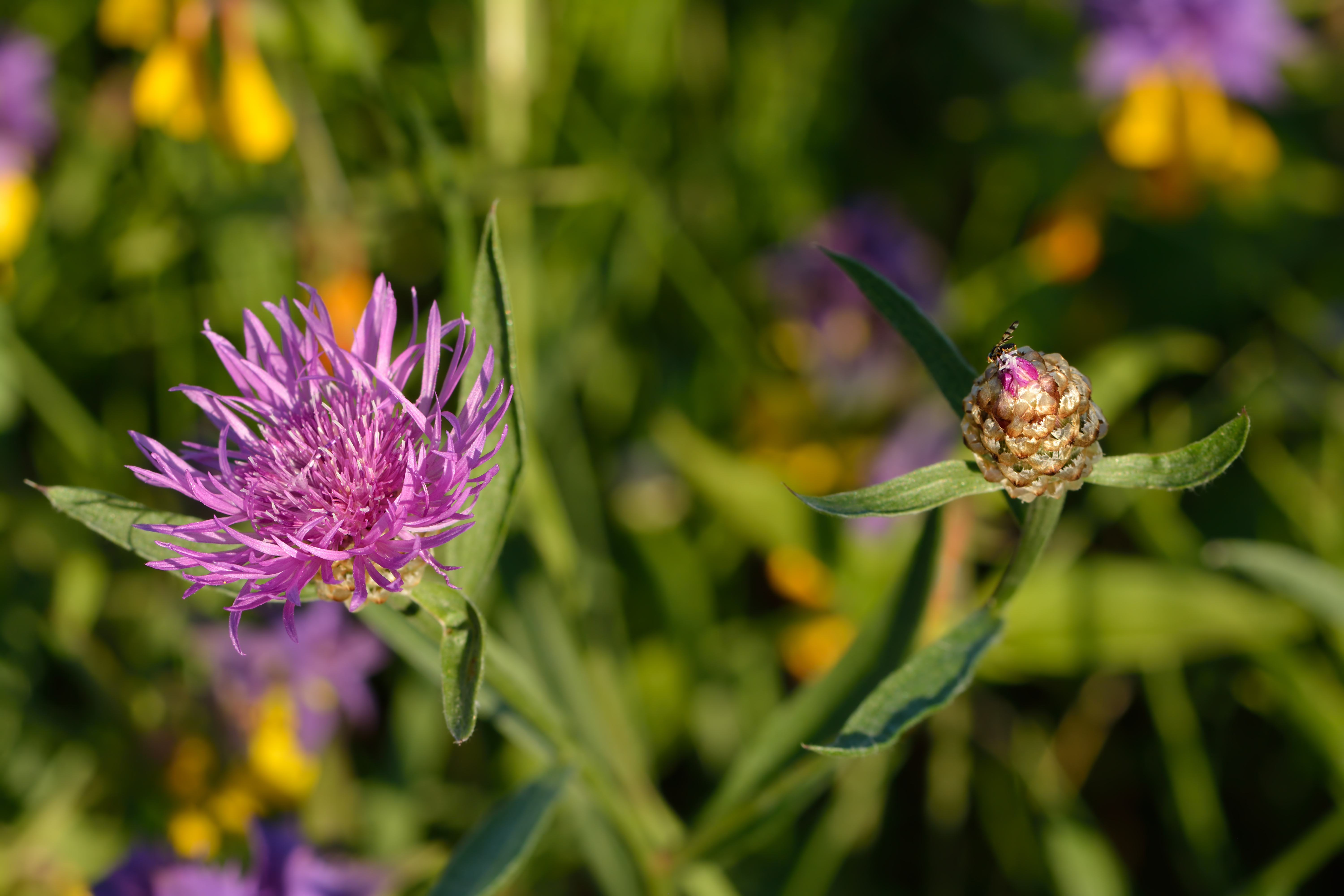
Rödklint

Sannäsfjordens alskogar och betesmarker är ett naturreservat i Tanums socken i Tanums kommun i Bohuslän.
Området avsattes som naturreservat 2002 och är 11 hektar stort. Det är beläget söder om Sannäs samhälle och gränsar i väster till naturreservatet Tanumskusten III (Sannäsfjorden).
Naturreservatet består av ett strandområde längs Sannäsfjordens sydöstra del. Tidigare har det varit betade utmarker. Idag domineras området av klibbalskog, i öster övergår lövskogen i tallskog. Mindre hackspett och stjärtmes kan ses i området med klibbalskog. Fältskiktet hyser bland annat ängsfryle, darrgräs, nattviol, tjärblomster, backnejlika, mandelblomma, humleblomster, nejlikrot, stinknäva, äkta johannesört, bockrot, kummin, liguster, höskallra, rödkämpar, svartkämpar, gulkämpar, vildkaprifol, åkervädd, rödklint, svinrot och prästkrage.
Längs stranden finns en smal strandäng, med inslag av t.ex. bladvass. 
Området ingår i EU:s ekologiska nätverk av skyddade områden, Natura 2000.